# Bajada de la Virgen de las Nieves

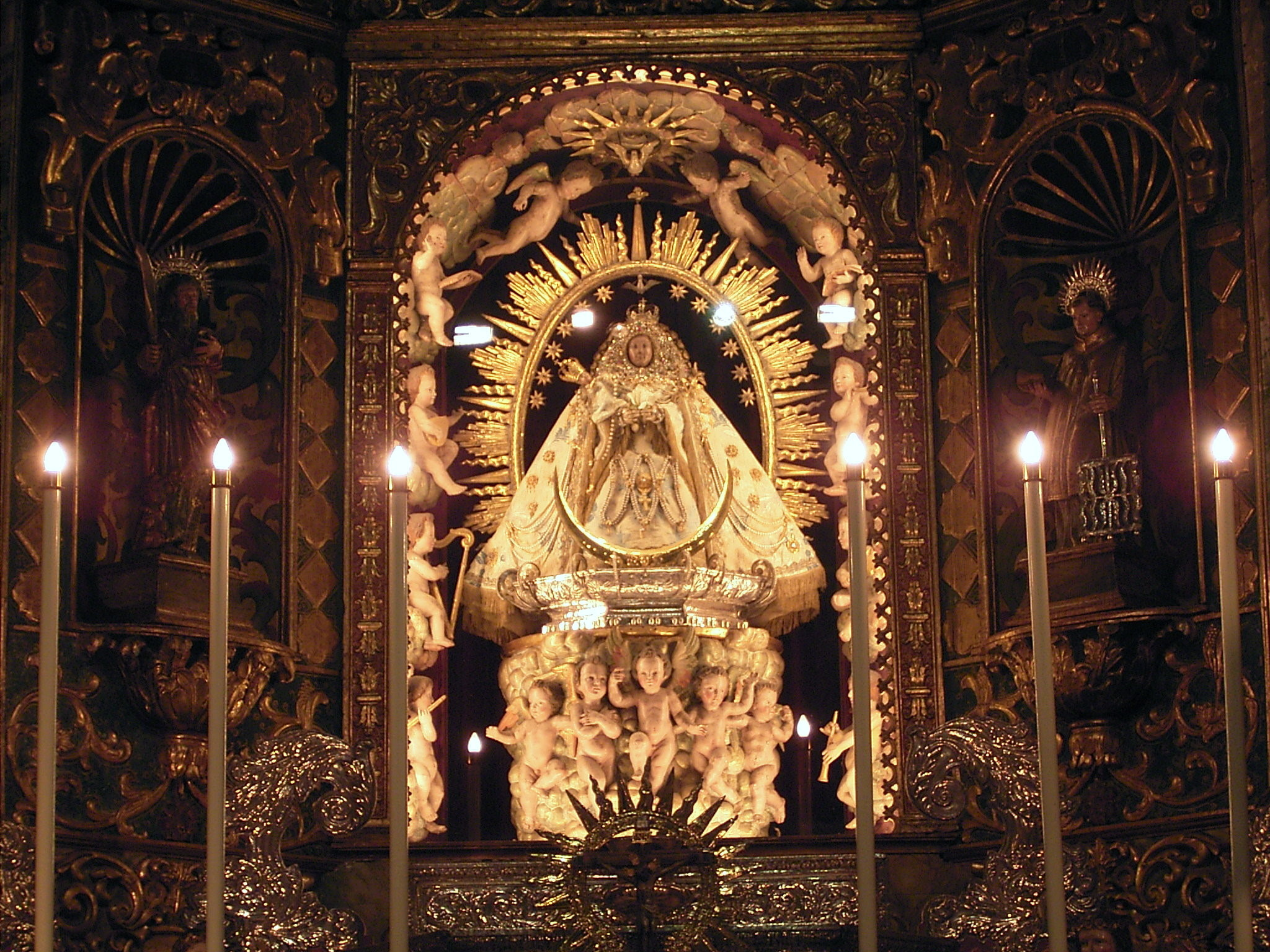
Virgen de las Nieves

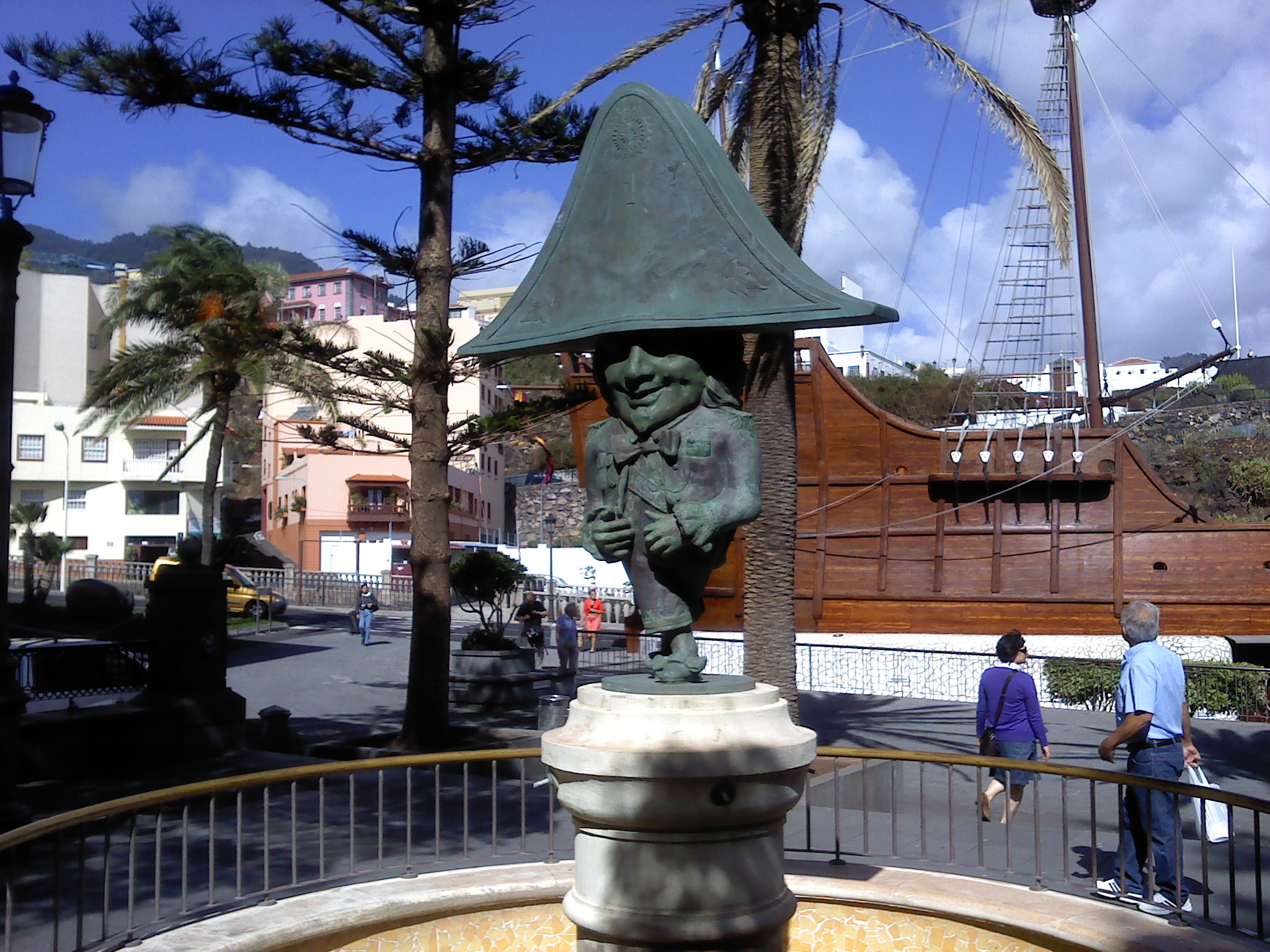
Zwerg auf der Plaza de La Alameda

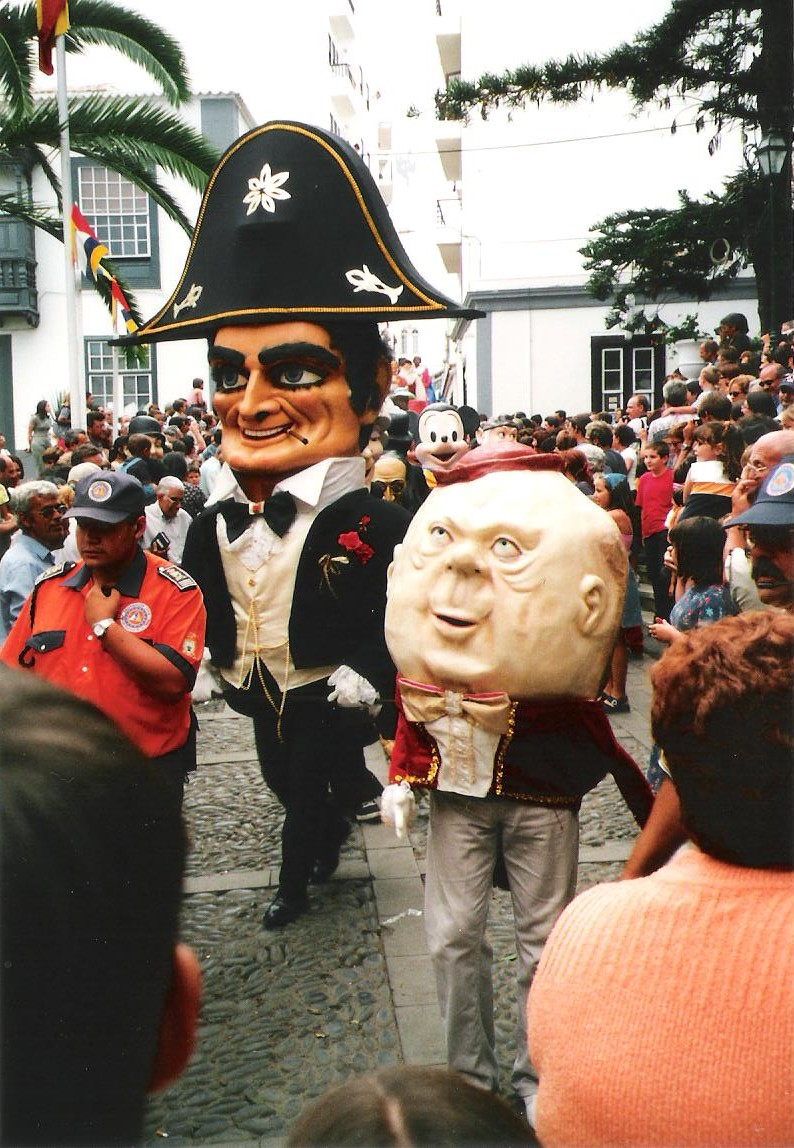
Riesen und Großköpfe auf der Bajada 2000

Die Bajada de la Virgen de las Nieves (deutsch Herabkunft der Jungfrau vom Schnee) ist das bedeutendste, kirchliche wie weltliche Fest auf der zu Spanien gehörigen Kanarischen Insel La Palma. Es findet alle fünf Jahre statt, das nächste Mal im Juni und Juli 2025.

## Geschichte und Bräuche
Der Anlass war eine große Dürre im Jahr 1676. Um eine drohende Missernte abzuwenden, trugen die Palmeros das Marienbildnis aus der Kirche Las Nieves in die Küstenstadt Santa Cruz hinunter, um Hilfe zu erbitten. Bereits seit 1534 war die Virgen de las Nieves (deutsch Jungfrau vom Schnee) Schutzpatronin der Insel, insbesondere gegen Unwetter, Piratenangriffe und Vulkanausbrüche. Als tatsächlich Regen eintrat, ordnete der Bischof der Kanaren Bartolomé García Ximenéz an, ab 1680 die Prozession alle fünf Jahre zu wiederholen.
Die Jungfrau vom Schnee, eine Terrakottafigur aus dem 14. Jahrhundert, wird bei der Prozession auf einer Sänfte von ihrer Wallfahrtskirche Las Nieves zu der etwa sechs Kilometer entfernten Stadt hinunter gebracht, wo sie in der Kirche El Salvador an der Plaza de España in Santa Cruz für die Dauer der Feierlichkeiten verbleibt. Mit der Rückführung der Jungfrau nach Las Nieves endet das Fest.
Im Laufe der Zeit kamen zu dieser Bajada immer neue Festbräuche hinzu. Im 18. Jahrhundert wurden Paraden der Riesen und Dickköpfe durchgeführt, die Lokalpolitiker und Persönlichkeiten, Märchengestalten und Comicfiguren darstellten. Hieraus entwickelte sich auch der Tanz der Zwerge (La Danza de los Enanos), der seit 1905 den Höhepunkt der Bajada bildet. Zur Bajada im Jahr 2000 schuf der palmerische Künstler Luis Morera den Zwerg als Bronzestatue auf der Plaza de La Alameda in Santa Cruz.
Die neuzeitliche Bajada wird von einer Vielzahl von Konzerten, Trachten- und Tanzdarbietungen, Theater und Wettkämpfen begleitet und dauert vom letzten Sonntag im Juni bis zum 5. August. Viele Palmeros, die im Ausland leben, nutzen die Zeit und die Festlichkeiten für einen Besuch in ihrer Heimat.